# Gilbert U-238 Atomic Energy Laboratory

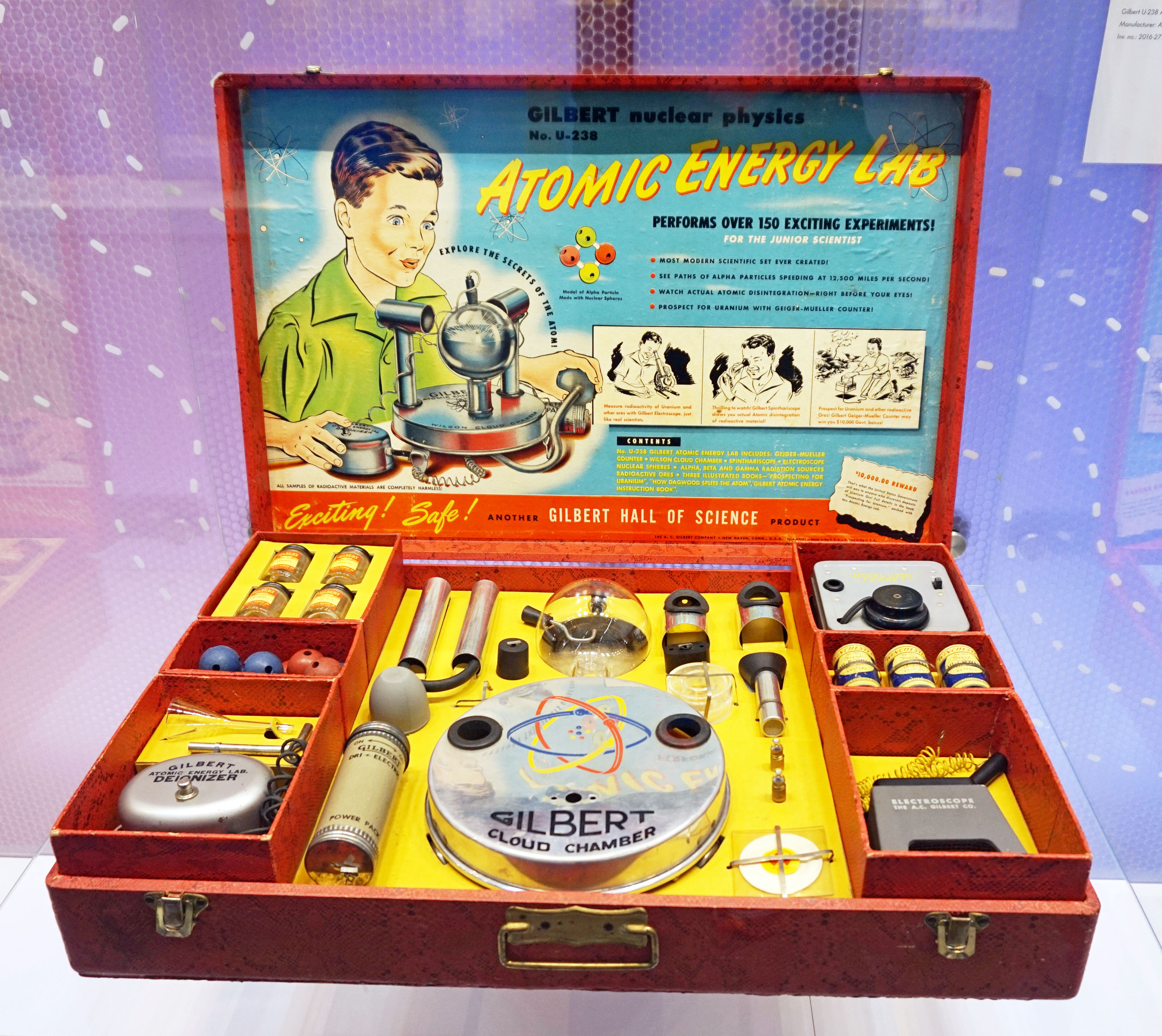
Gilbert U-238 Atomic Energy Laboratory

Das Gilbert U-238 Atomic Energy Laboratory ist ein 1950 auf den amerikanischen Markt gebrachter Experimentierkasten für Kinder und Jugendliche, mit dem unter Verwendung radioaktiver Stoffe nukleare Zerfallsprozesse beobachtet werden konnten.

## Geschichte
Das Spielzeug wurde von Alfred Gilbert entwickelt, einem Absolventen der Yale University, Erfinder, Illusionist, Leichtathlet, Teilnehmer der Olympischen Spiele 1908 und Unternehmer. Dessen 1909 als Mysto Manufacturing Co. gegründete A. C. Gilbert Company war zeitweise einer der weltweit größten Spielzeughersteller. Nach dem großen Erfolg der 1913 auf den Markt gebrachten Metallbaukästen Erector begann das Unternehmen 1922 mit der Entwicklung von Chemiebaukästen. Weitere Produkte in den Bereichen Mikroskopie und Physik folgten.
1945 wurde die Kernspaltung mit den Atombombenabwürfen auf Hiroshima und Nagasaki erstmals in einer Kriegswaffe eingesetzt. In den folgenden Jahrzehnten prägte das Streben nach militärischer Überlegenheit und nach einem wirksamen Schutz vor den Folgen eines Kernwaffeneinsatzes die öffentliche Wahrnehmung. Beginnend in den Vereinigten Staaten der späten 1940er Jahre wurde aber auch die friedliche Nutzung der Kernkraft populär. Die „Atomeuphorie“ verschaffte dem Science-Fiction-Film einen kräftigen Schub und führte auch zur Entwicklung von Spielzeugen mit radioaktiven Komponenten wie dem Gilbert U-238 Atomic Energy Laboratory.
Einfachere Spielzeuge, wie die Radium enthaltenden Spinthariskope zur Sichtbarmachung radioaktiven Zerfalls, waren nicht nur in Experimentierkästen enthalten. Sie wurden zum Beispiel von den Ralcorp Holdings als Beigabe zu ihren Frühstückscerealien vertrieben. Von Anfang 1947 bis in die frühen 1950er Jahre wurden alleine in den Vereinigten Staaten etwa 3,4 Millionen Spinthariskope produziert.
Bei der Markteinführung des Atomic Energy Laboratory war es in Bezug auf den Lieferumfang und die Zahl der mehr als 150 möglichen Experimente eines der führenden Produkte auf dem Markt für Experimentierkästen. Mit einem Verkaufspreis von 49,50 Dollar (das entspricht nach heutiger Kaufkraft ca. 510 USD) war es aber auch einer der teuersten Kästen. Die Preise der von Gilbert angebotenen Chemiebaukästen bewegten sich im Bereich von 1,75 Dollar für das 23-teilige Einsteigerset „Beginner’s Outfit“ bis 25 Dollar für das umfangreiche Spitzenmodell im metallenen Faltkoffer. Bei den Mikroskopie-Kästen reichten die Preise von 2 Dollar bis 15,95 Dollar.
Einige Wettbewerber hatten ebenfalls Experimentierkästen mit radioaktivem Uranerz im Programm. Sie unterboten den Verkaufspreis des Gilbert U-238 Atomic Energy Laboratory jedoch deutlich. So kostete das Chemcraft Master Laboratory des Herstellers Porter Chemical Company 1951 nur 25 Dollar und wurde wie Porters Einsteigermodell für 10 Dollar mit den enthaltenen radioaktiven Komponenten beworben.
Der hohe Preis des Gilbert U-238 Atomic Energy Laboratory machte das Spielzeug zu einem Luxusprodukt, mit entsprechend geringem Absatz. Bis zur Einstellung der Produktion nach nur zwei Jahren wurden weniger als 5000 Experimentierkästen verkauft. Der in den 1950er Jahren beginnende Wettlauf ins All und die Begeisterung für bemannte Weltraummissionen entzogen Atomspielzeugen bald die Interessenten, seien es Kinder oder Eltern. So blieben Experimentierkästen mit radioaktivem Material eine Episode der Spielzeuggeschichte. Sammler von Spielzeug oder Objekten der Technikgeschichte zahlen heute für vollständige und wenig bespielte Exemplare das Hundertfache des Neupreises.

## Inhalt des Sets

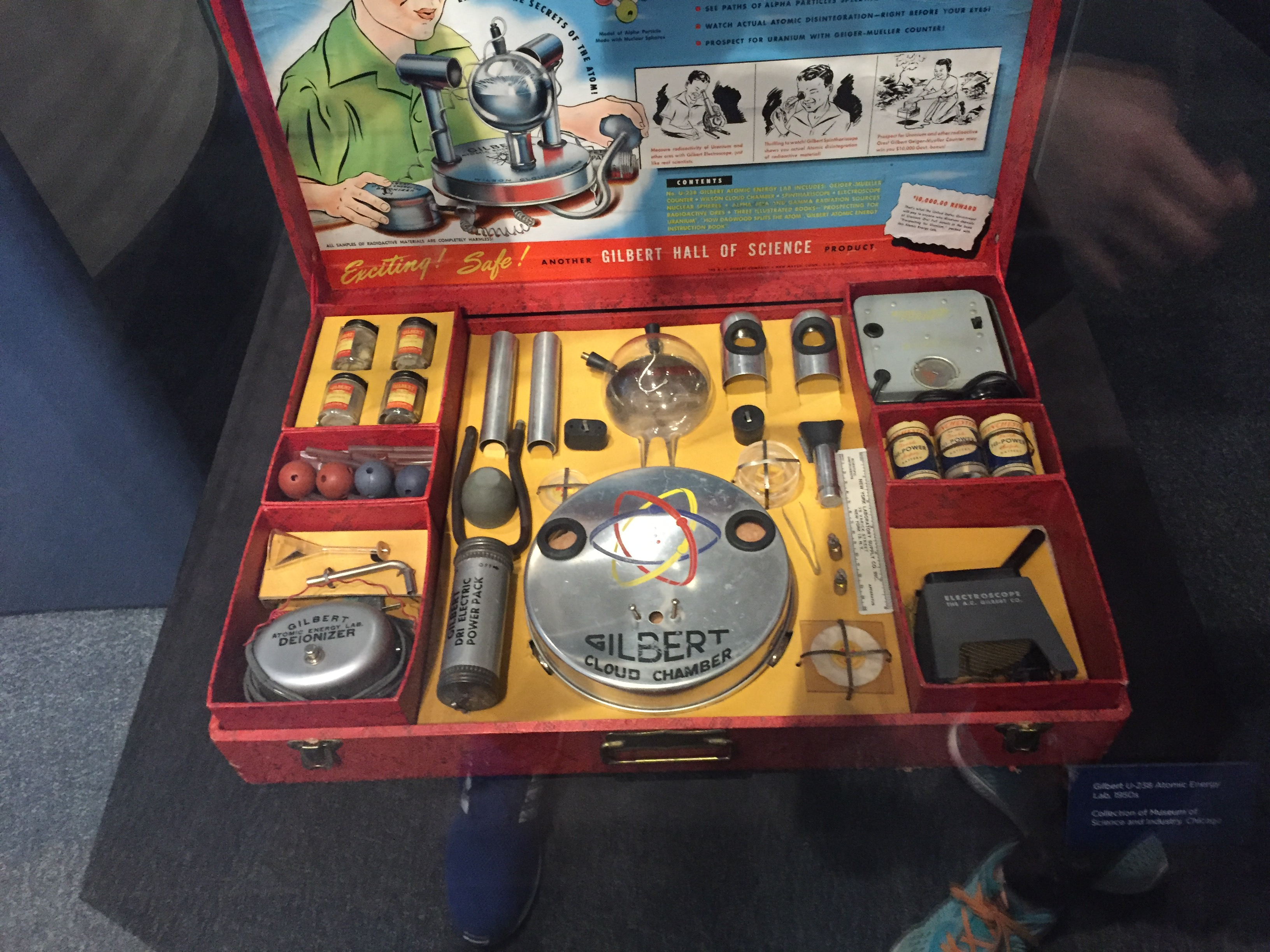
Ansicht des Kofferinhalts

Der Experimentierkasten wurde in einem etwa 57 × 42 × 12 cm messenden rotbraunen Koffer mit Tragegriff und Schnappverschlüssen aus Metall ausgeliefert.
- Batteriebetriebenes Geiger-Müller-Zählrohr;
- Elektroskop;
- Spinthariskop;
- Wilsonsche Nebelkammer mit einem Draht aus dem Polonium-Isotop 210Po als Strahlenquelle für Alphastrahlung mit einer kurzen Halbwertszeit;
- vier Gläser mit verschiedenen Uranerzen (238U): Autunit, Torbernit, Uraninit und Carnotit aus der Umgebung des Colorado-Plateaus;
- drei weitere Radionuklide als schwache Strahlungsquellen: Blei (210Pb, Beta-Alpha-Strahlung); ein reiner Betastrahler, möglicherweise Ruthenium (106Ru), und Zink (65Zn, Gammastrahlung);
- jeweils acht rote und blaue Kunststoffkugeln, die zu einem Modell eines Alphateilchens zusammengefügt werden können;
- das Gilbert Atomic Energy Manual, eine Anleitung mit 60 Seiten, die von dem Kernphysiker Ralph Lapp, einem Mitarbeiter des Manhattan-Projekts, verfasst wurde;
- eine als Comicheft aufgemachte Einführung in die Radioaktivität mit dem Titel Learn How Dagwood Splits the Atom (Erfahre, wie Dagwood das Atom spaltet);
- Prospecting for Uranium (Prospektion nach Uran), eine 1949 gemeinsam von der United States Atomic Energy Commission und dem United States Geological Survey herausgegebene Schrift;
- drei Babyzellen;
- ein Spielwarenkatalog der A. C. Gilbert Company.[7]

Der Geigerzähler wurde als einzige Komponente des Atomic Energy Laboratory auch separat für den Preis von 19,95 Dollar verkauft. Dies geschah vor dem Hintergrund der Werbung für das Schürfen nach Uran und der von der US-Regierung ausgelobten Belohnung in Höhe von 10.000 Dollar für die Entdeckung einer Uran-Lagerstätte.
Das Comicheft wurde von Joe Musial verfasst, der ungenannt an mehreren Comicserien der King Features Syndicate mitgewirkt hatte. Dagwood Bumstead ist der männliche Protagonist der von Chic Young entworfenen und seit 1930 herausgegebenen Comicstrip-Serie Blondie. Als Karikatur einer amerikanischen Mittelklasse-Familie sollten die Bumsteads weniger zur wissenschaftlichen Bildung beitragen als die Kernenergie popularisieren und ihre Gefahren herunterspielen. Bereits in den regulär veröffentlichten Comicstrips nahm Dagwood diese Rolle wahr, beginnend im Februar 1946, wenige Monate nach den Atombombenabwürfen auf Hiroshima und Nagasaki.
Inhaltlich wurde das Comicheft von zwei Mitarbeitern des Manhattan-Projekts begleitet, dem militärischen Leiter Lieutenant General Leslie Groves und dem Kernphysiker John Ray Dunning. Ein weiterer Beteiligter war der Journalist Bob Cosidine, im Zweiten Weltkrieg Kriegsreporter, der bereits über die Kernwaffentests auf dem Bikini-Atoll berichtet hatte. Atomwaffen werden jedoch im Material des Atomic Energy Laboratory mit keinem Wort erwähnt.

## Gefahren
Das Begleitmaterial des Gilbert U-238 Atomic Energy Laboratory enthielt deutliche Warnhinweise wie “Users should not take ore samples out of their jars, for they tend to flake and crumble and you would run the risk of having radioactive ore spread out in your laboratory.” (deutsch: „Benutzer sollten die Erzproben nicht aus den Gläsern nehmen, da sie zum Zerbröseln neigen und du das Risiko eingehst, radioaktives Erz in deinem Labor zu verbreiten.“)
Bei den Warnhinweisen spielte die mögliche Gesundheitsgefährdung keine Rolle, vielmehr wurde der Baukasten mit seinen Komponenten als „völlig harmlos“ („completely harmless“) dargestellt. Bei der Warnung ging es darum, dass das Entfernen der Erze aus ihren Behältnissen die „Hintergrundstrahlung“ erhöhen und die Gültigkeit der erzielten „wissenschaftlichen Ergebnisse“ in Frage stellen könnte.
Erst im 21. Jahrhundert wurde die von Spielzeugen wie dem Gilbert U-238 Atomic Energy Laboratory ausgehende Gefahr thematisiert. Da der Experimentierkasten seit mehr als 50 Jahren nicht mehr auf dem Markt ist, sind diese Erörterungen überwiegend anekdotenhafte Rückblicke in eine Zeit der sorglosen Begeisterung für die Kernenergie und des fehlenden Bewusstseins für Produktsicherheit.
2020 wurde es als "one of the most dangerous toys of all times" („eines der gefährlichsten Spielzeuge aller Zeiten“) bezeichnet.